# 盧卡諾山-瓦爾德阿格里-拉戈內格羅國家公園
40°24′59.9004″N 15°44′3.2172″E / 40.416639000°N 15.734227000°E

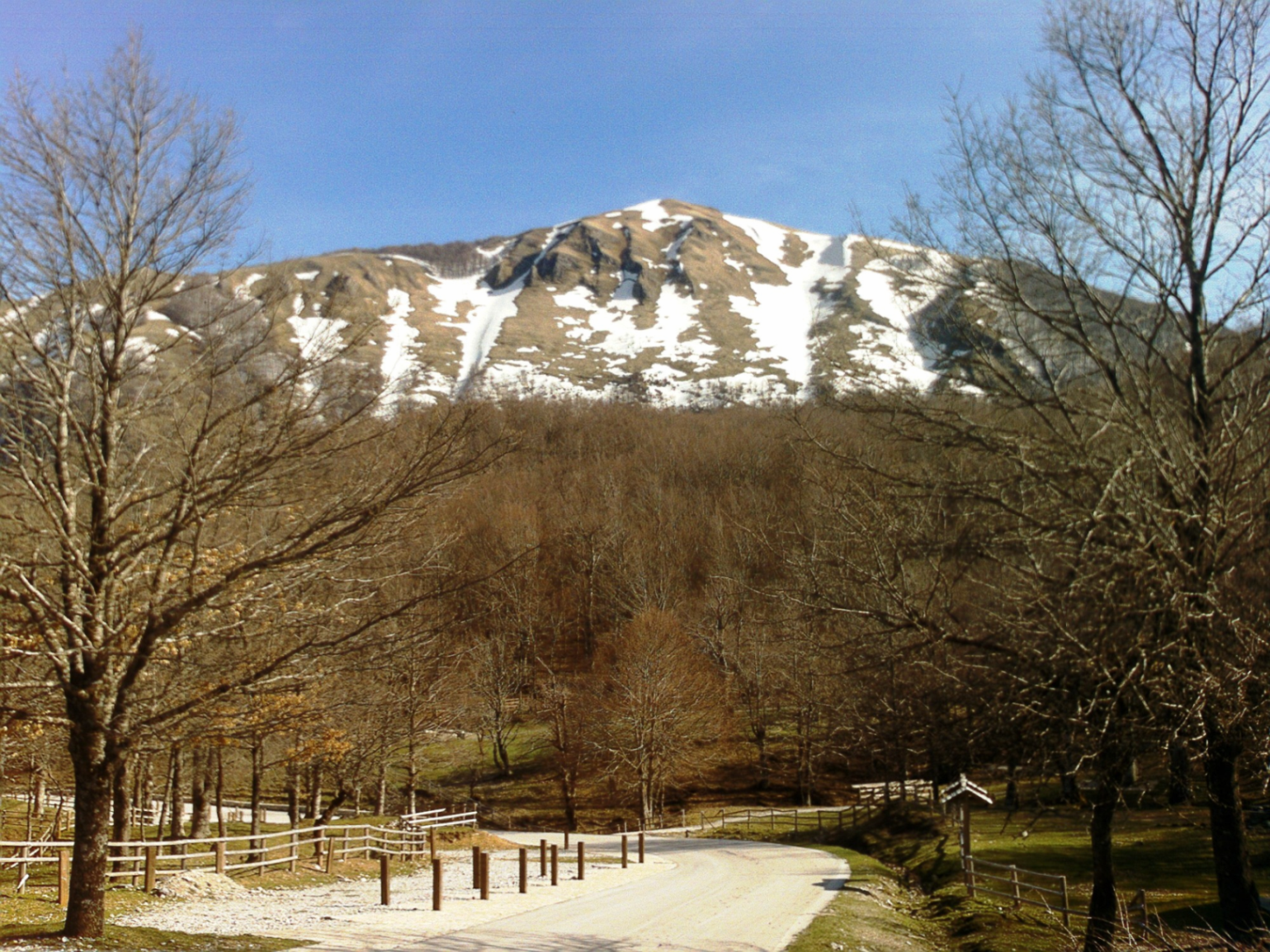

盧卡諾山-瓦爾德阿格里-拉戈內格羅國家公園是意大利的國家公園，位於該國南部巴西利卡塔大區波坦察省，鄰近新馬爾西科，成立於2007年12月8日，面積690平方公里，有歐亞狼、野豬、水獺等野生動物棲息。